# Till West
Till West ist ein DJ und Musikproduzent in der elektronischen Musikszene. Bekannt wurde er 2006 mit seiner Debüt-Single Same Man, die ein Club-Hit wurde.

## Leben
Anfang der 90er Jahre hörte er DJ-Mixe von Julian Perez, Ralphie Rosario, Farley Funk und Frankie Knuckles in Chicago auf WBMX Radio. Als er zurück in Deutschland war, kaufte er sich die ersten Plattenspieler und erlernte das Notwendige für seine DJ Karriere. Kurze Zeit später spielte er schon in verschiedenen Kölner Clubs, wie z. B. Tiefenrausch, Apollo oder Teatro.
Zusammen mit DJ Delicious, einem guten Freund, veröffentlichte er seine Debüt-Single Same Man im Januar 2006 auf deren eigenen Plattenlabel Phunkwerk. Damit schaffte er den internationalen Durchbruch innerhalb der DJ-Szene.

## Diskografie
Singles & EPs:
- Till West & DJ Delicious – Same Man, Phunkwerk, 2006
- Till West & Eddie Thoneick vs. Alexandra Prince – Hi 'N' Bye, 541, 2008
- DJ Delicious & Till West – Nypd, Phunkwerk, 2009
- Till West & Tim Royko – Nothing Is Over, Phunkwerk, 2009

DJ-Mixe:
- DJ Delicious & Till West – Big & Dirty Sounds By: DJ Delicious & Till West, Big & Dirty, 2007